# 6463 Ісода
6463 Ісода (6463 Isoda) — астероїд головного поясу, відкритий 13 січня 1994 року.
Тіссеранів параметр щодо Юпітера — 3,354.